# ミニコミ
ミニコミとは、個人や団体が書籍や雑誌などを発行し、ひとつ及び複数のテーマを中心として編集され、広く社会へアピールするため、主に1970年前後の社会運動の中で、自然発生的に生まれた社会的現象。内部通信的な性格をもつ同人誌とは、基本的な姿勢を異にし、明確な主張を掲げ、不特定多数の読者へのアピール性を強く持っていた。マス・コミュニケーションに対抗する、"ミニ・コミュニケーション"なのであり、略してミニコミと総称された。

## 概略
1960年代から70年代にかけて、社会運動の盛り上がりの中、多くの報道は、大手新聞、週刊誌などの雑誌、数局しかないテレビ、ラジオ、というマス・コミに頼っていた。しかし、その取材は、一定の視点からの記述にとどまっており、多くの読者、視聴者が不満を感じた。そこで、現場にいた当事者たちが、マス・コミに取り上げられない事実、あるいは主張や議論を、自ら発しようとした。その時の手段は、電波や大型印刷機というメディアを使うことができず、当時の質素かつ簡易な印刷手段であったガリ版印刷などで行われた。
　配布は、主に友人から友人へなどの手渡しが主で、遠方への郵送も広く行われた。当時多く発行されたビラのような単独のものではなく、明確な編集意図をもって複数ページが閉じられ、号を重ねる印刷物も多くあった。目的や規模によっては、キチンとした活版印刷やオフセット印刷などで行われ、蔵書に耐えうる製本技術に支えられた印刷物も多く発生した。
　1970年代後半になると、規模の小さな雑誌や、ラジオの深夜放送、地域メディアなど、コミュニケーションの手段が多様化、細分化され、いわゆるミニコミというジャンルは消えていった。80年代から90年代にかけて、パソコン通信やインターネットなどの発達により、個人が情報を発する手段は増えていったが、概念としてのミニコミは、このような情報手段に移行していったと考えられる。
　21世紀におけるSNSなどの現象は、ある意味、現代におけるミニコミといえ、その精神において、マスメディアに頼らない、独自性をもった精神活動であると解釈することも可能であろう。ミニコミという言葉は、その精神性の高さから、キチンと歴史的に評価され、記憶される必要がある。